# タヒチモンビン

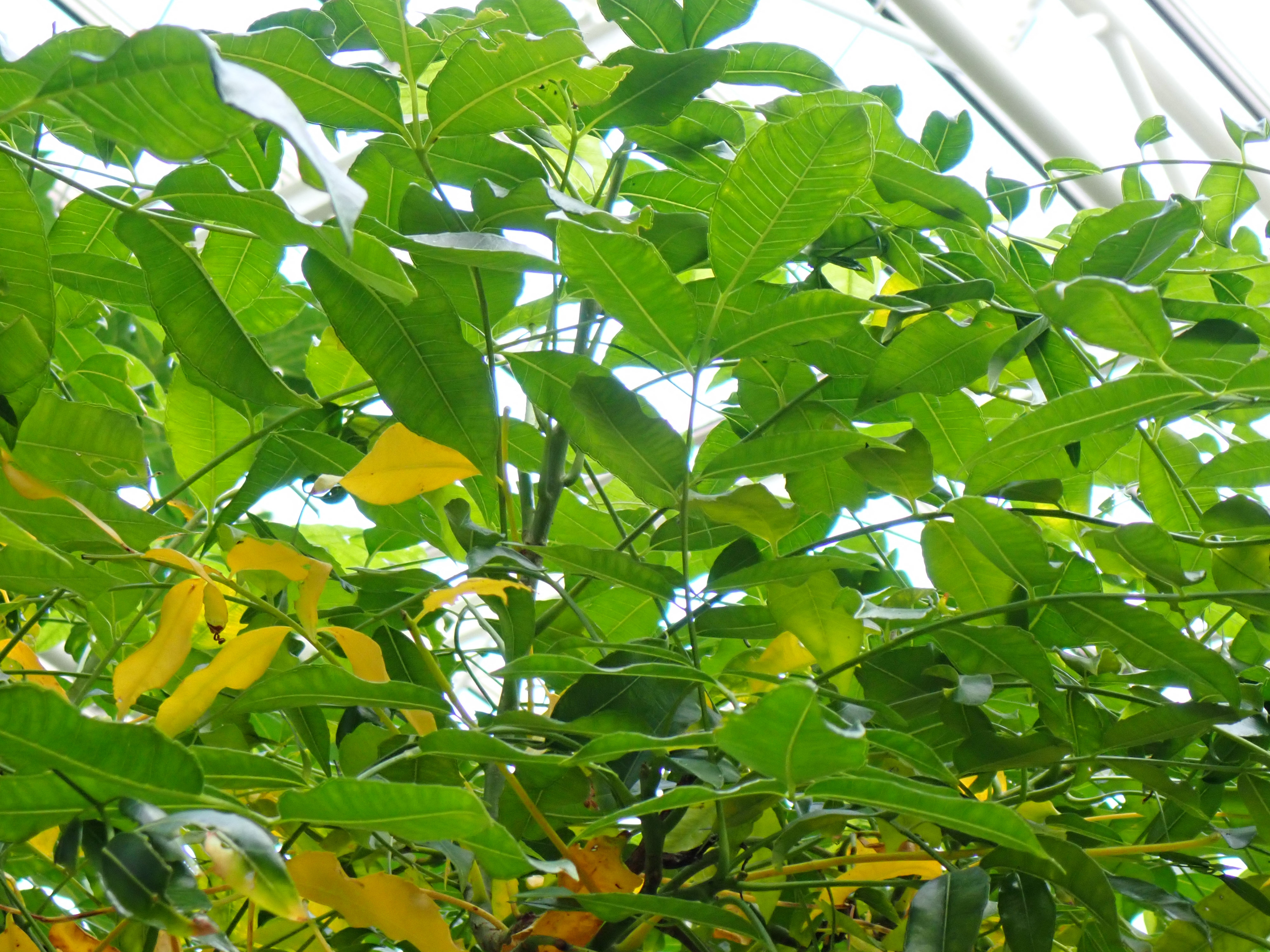
奇数羽状複葉

タヒチモンビン（別名アヤマニリンゴ・タマゴノキ、学名：Spondias dulcis）はウルシ科の半落葉性中高木。熱帯果樹。Spondias属の各種は一般名としてモンビン（mombins）と総称される。種小名のdulcisはラテン語で甘みがあるとの意。

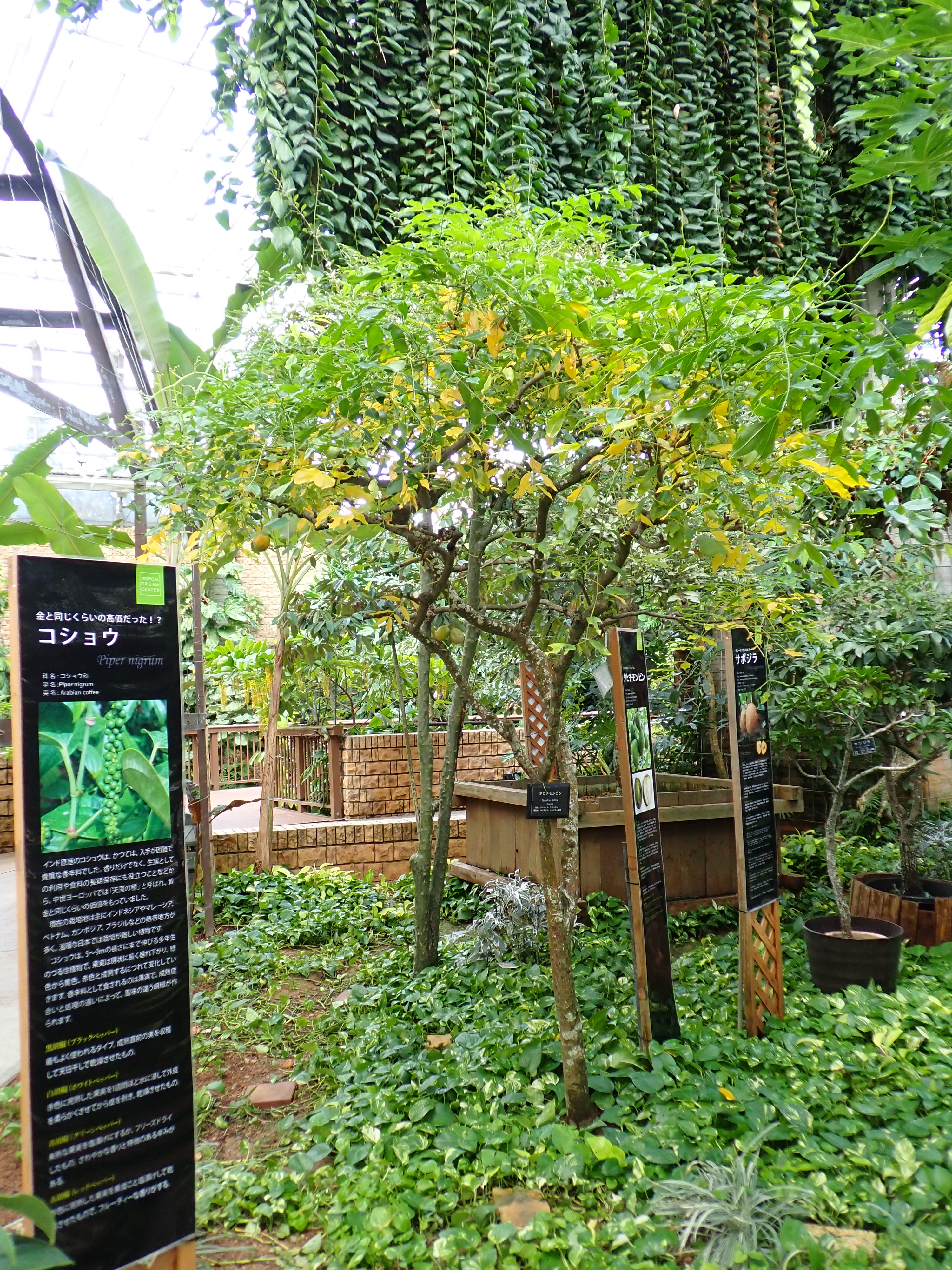
植栽（2025年1月 沖縄県本部町 熱帯ドリームセンター）

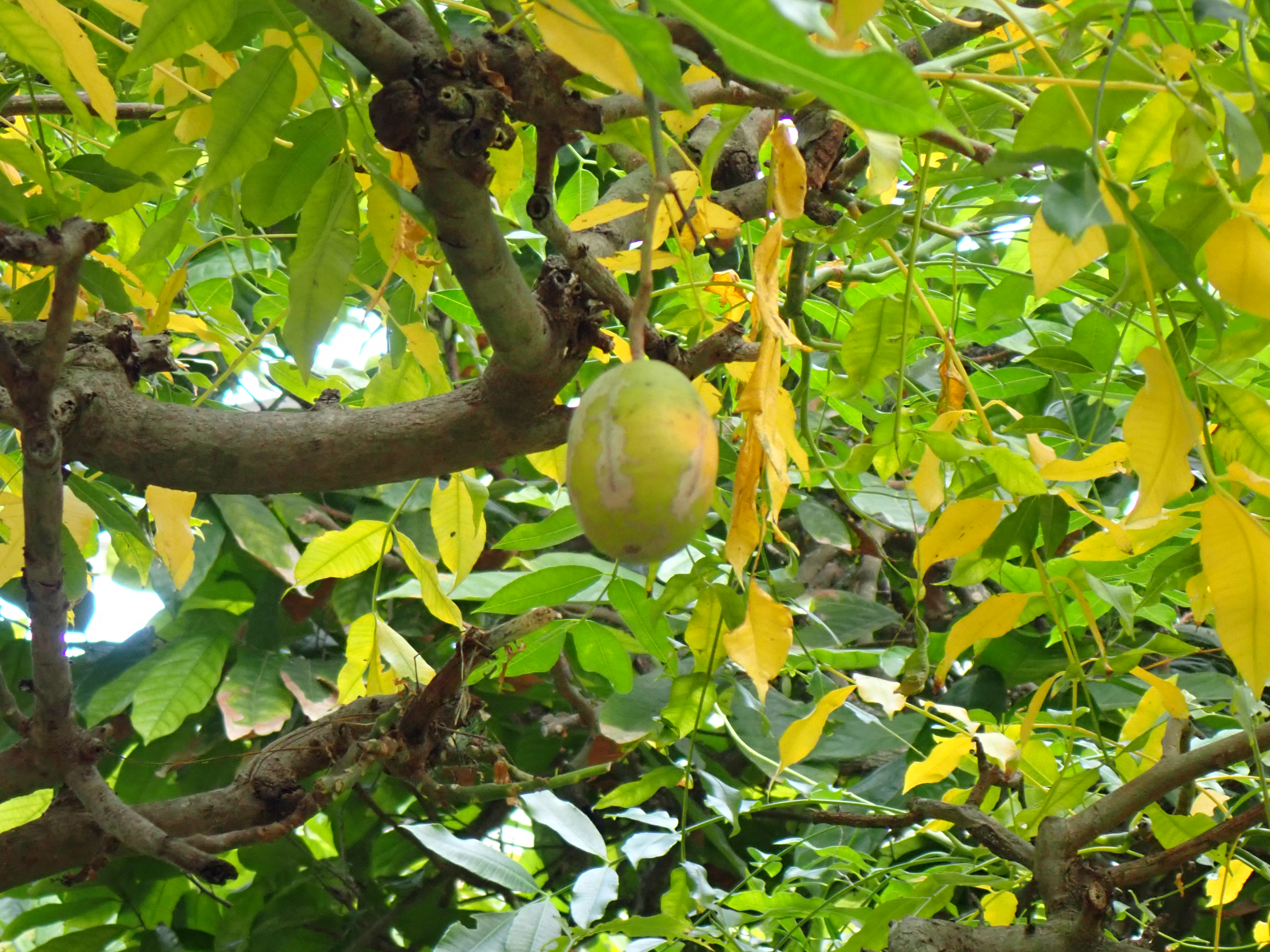
果実

タヒチモンビンの名称は中村三八夫による新称とされる。別名のタマゴノキの名称は果実の形状に因み、本種の他にフクギ科のキヤニモモにも用いられるが、両種は幹、葉、花、果実の形状が異なる。

## 特徴
葉は互生し、奇数羽状複葉で小葉9–25枚からなる。小葉は長さ6–8 cmの長楕円形～披針形で、両端は尖り、全縁または微鋸歯縁。長さ30–50 cmの円錐花序を形成する。花は緑白色で小さく、両性花と単性花からなる。花弁は5枚で先端が反り返る。雄しべは10本。果実は楕円形～偏球形で長さ5–10 cm、表面には褐色斑点と縦に5本のすじがあり、黄色に熟する。果実は房状に着生する。子房は5室。果肉は黄白色で繊維が多く、核ははがれにくい。

## 分布と生育環境
太平洋諸島、ポリネシア、ソシエテ諸島原産とされる。POWOではメラネシアを中心にビスマルク諸島、マルク（インドネシア）、ニューギニア島、サンタクルーズ諸島（ソロモン諸島）、ソロモン諸島に自生とされる。

## 利用
成熟果実は生食用。強い酸味を活かし、未熟果はピクルス、カレーの具材用。砂糖を加えてゼリー、ジャム、シロップ漬け等に加工され、パイナップルに似た香りがするという。ジャワでは若葉を茹でて食する。材は脆く利用価値は少ないが、樹皮からガムの一種が採集される。
広く熱帯で栽培される果樹とされるが、同属の近縁種で広く栽培されるアムラタマゴノキS. pinnataとの混同が考えられる。本種は系統によりテレピン油臭を有するものや甘く芳香があり多汁質のもの等があり、果樹として安定した評価を得ておらず、同じウルシ科のマンゴーほどは栽培されていない。
栽培は熱帯モンスーン地帯や半乾燥地帯が適する。土質は選ばないが、肥えた深い土壌によく繁茂する。実生樹は4年ほどで結果する。
本種が属するSpondias属は約10種がアジアとアメリカの熱帯に分布し、数種が果樹として栽培される。POWOではSpondias属に18種を含む（2025年現在）。